# Баблер-рихталик
Ба́блер-рихталик (Spelaeornis) — рід горобцеподібних птахів родини тимелієвих (Timaliidae). Представники цього роду мешкають в Гімалаях і горах Південно-Східної Азії.

## Види
Виділяють вісім видів:
- Баблер-рихталик непальський (Spelaeornis caudatus)
- Баблер-рихталик асамський (Spelaeornis badeigularis)[4][5]
- Баблер-рихталик смугастокрилий (Spelaeornis troglodytoides)
- Баблер-рихталик світлогорлий (Spelaeornis kinneari)[5]
- Баблер-рихталик маніпурський (Spelaeornis chocolatinus)
- Баблер-рихталик мізорамський (Spelaeornis oatesi)[5]
- Баблер-рихталик довгохвостий (Spelaeornis longicaudatus)
- Баблер-рихталик сірочеревий (Spelaeornis reptatus)[5]

Плямистого баблера-рихталика раніше віносили до цього роду, однак за результатами молекулярно-генетичного дослідження його було переведено до монотипової родини Elachuridae.

## Етимологія
Наукова назва роду Spelaeornis походить від сполучення слів дав.-гр. σπηλαιον — печера і ορνις — птах.